# شارمن هووبر
شارمن هووبر هي لاعبة كرة قدم كندية، ولدت في 15 يناير 1968 في جورج تاون في غيانا. شاركت مع منتخب كندا لكرة القدم للسيدات. أما مع النوادي، فقد لعبت مع ايغا إف سي كونواتشي ‏.

## وصلات خارجية
- شارمن هووبر على موقع الاتحاد الدولي (مؤرشف)  (الإنجليزية)
- شارمن هووبر على موقع قاعدة بيانات كرة القدم.إي يو (الإنجليزية)
- شارمن هووبر على موقع عالم كرة القدم.نت (الإنجليزية)
- شارمن هووبر على موقع قاعة كندا للمشاهير الرياضية (الإنجليزية)